# شهرستان ایواسه، فوکوشیما

بخش ایواسه در استان فوکوشیما

بخش ایواسه، فوکوشیما (به ژاپنی: 岩瀬郡 Iwase-gun) یک بخش واقع در استان فوکوشیما در ژاپن است.
در سال ۲۰۰۳ در این منطقه جمعیت حدود ۳۱۸۴۷ و تراکم ۸۳٫۵۰ نفر در هر کیلومتر مربع بود. مساحت کل ۳۸۱٫۳۸ کیلومتر مربع است.